# 阎迦勒
阎迦勒，绥远省托克托县（今内蒙古呼和浩特市托克托县）人，1934年毕业于山西省基督教神道学院，任绥远省萨拉齐耶稣堂牧师。1943年阎迦勒脱离耶稣堂，创办自立教会。1945年，阎迦勒转入地方教会，成为地方教会的重要同工传道人，帮助绥远省和西北地区各地地方教会。
1948年5月，阎迦勒参加倪柝声在福州鼓岭山上举办的第一期同工训练聚会，同年与房爱光二人同去北平，担任该地地方教会负主要责任的长老，带领信徒响应倪柝声发起的“交出来”，實行「凡物公用」的生活制度，带动当地教会大复兴，信徒人数也大幅扩增，扩建了宽街聚会所。
1951年4月，倪柝声应邀以观察员身份到北京出席“处理接受美国津贴的基督教团体会议”，此前的1月17日起，阎迦勒开始违背通常的做法（地方教会脱离一切公会），多次拜訪拒绝参加那次会议的史家胡同基督徒会堂负责人王明道，請教有關面對官方壓力的問題。1952年，倪柝声秘密被捕后，阎迦勒又推动北京教會另一位同工房爱光（11月4日）和上海教会长老张愚之（10月20日）拜会王明道。此后，各地地方教会受到王明道的影响，陆续退出「三自爱国运动」（三自）。1955年4月，北京地方教会率先正式宣布退出「三自」。4月4至5日，北京地方教会突然邀請王明道到寬街給青年聚会中讲道。
1955年，中国大陆开始肃反运动，8月，王明道被捕后，阎迦勒亦受牵连而被捕。阎迦勒被捕后，因悔过态度良好而被释放。此后转而积极参加三自爱国运动，1955年11月24日，阎氏印发《样样都看清楚了》，对过去的言行作出检讨。
1956年1月29日，上海「地方教会」的核心同工俞成华、张愚之、蓝志一、李渊如、汪佩真等人都作为“倪柝声反革命集团”成员被捕，唐守临、任钟祥转而参加三自，阎迦勒代表北京地方教会参与了对倪柝声的革除，并带头参与了对倪柝声的控诉。
1980年代中国基督教新教三自爱国教会恢复活动后，阎迦勒又担任中国基督教协会第一届(1980)、第二届(1986)副会长。

## 发表文章
- 样样都看清楚了：1955年11月24日，金陵协和神学院函授科编：《杖竿集——教材增刊》（南京：金陵协和神学院，1986），页10-16。
- 我的新認識 : 懊悔的回憶，天風  1956年2月20日，no.499, p.8
- 神恩带领我的经过，《上海基督徒聚会处通讯》第3期（1956年7月31日），页12。
- 中國基督徒在一條光明的康莊大道上在政協第二屆全國員會第三次全體會議上的發言 ，天風  1957年5月13日，no.528, p.6
- 學習憲法的體會，天風 1983年5月30日，no.15, p.11